# São Jerônimo (microregio)
São Jerônimo is een van de 35 microregio's van de Braziliaanse deelstaat Rio Grande do Sul. Zij ligt in de mesoregio Metropolitana de Porto Alegre en grenst aan de microregio's Camaquã, Porto Alegre, Montenegro, Lajeado-Estrela, Santa Cruz do Sul en Cachoeira do Sul. De microregio heeft een oppervlakte van ca. 4.856 km². In 2005 werd het inwoneraantal geschat op 140.396.
Negen gemeenten behoren tot deze microregio:
- Arroio dos Ratos
- Barão do Triunfo
- Butiá
- Charqueadas
- General Câmara
- Minas do Leão
- São Jerônimo
- Triunfo
- Vale Verde

Mesoregio's: Centro Ocidental Rio-Grandense · Centro Oriental Rio-Grandense · Metropolitana de Porto Alegre · Nordeste Rio-Grandense · Noroeste Rio-Grandense · Sudeste Rio-Grandense · Sudoeste Rio-Grandense

Microregio's: Cachoeira do Sul · Camaquã · Campanha Central · Campanha Meridional · Campanha Ocidental · Carazinho · Caxias do Sul · Cerro Largo · Cruz Alta · Erechim · Frederico Westphalen · Gramado-Canela · Guaporé · Ijuí · Jaguarão · Lajeado-Estrela · Litoral Lagunar · Montenegro · Não-Me-Toque · Osório · Passo Fundo · Pelotas · Porto Alegre · Restinga Seca · Sananduva · Santa Cruz do Sul · Santa Maria · Santa Rosa · Santiago · Santo Ângelo · São Jerônimo · Serras de Sudeste · Soledade · Três Passos · Vacaria